# Стадіон ЛКС
«Стадіон ЛКС» або «Муніципальний стадіон Лодзі» (пол. «Stadion ŁKS», «Stadion Miejski w Łodzi») — багатофункціональний стадіон у місті Лодзь, Польща, домашня арена ЛКС «Лодзь».
Стадіон відкритий 1924 року. У 1969 році реконструйований: споруджено нові трибуни на 45 000 глядачів та встановлено систему освітлення. 2013 року презентовано проєкт капітальної реконструкції стадіону. У 2014 році всі старі конструкції трибун знесли, а замість них спорудили нову основну криту трибуну на 5700 глядачів. Надалі місткість арени планується збільшити до 16 500 місць. Конструкцією стадіону передбачено збільшення місткості до 20 000 глядачів. 
Стадіон розташований поблизу «Атлас Арени», найбільшої критої арени Лодзі.